# Kran (Oblast Stara Sagora)
Kran, auch Krân (bulgarisch Крън), ist eine Stadt in der Gemeinde Kasanlak in Zentralbulgarien.

## Lage
Kran liegt im Zentrum des Landes, an den Südhängen des Balkangebirges in der Gemeinde Kasanlak im Bezirk Stara Sagora. Kran ist rund 7 km vom Gemeindezentrum Kasanlak entfernt.

## Geschichte

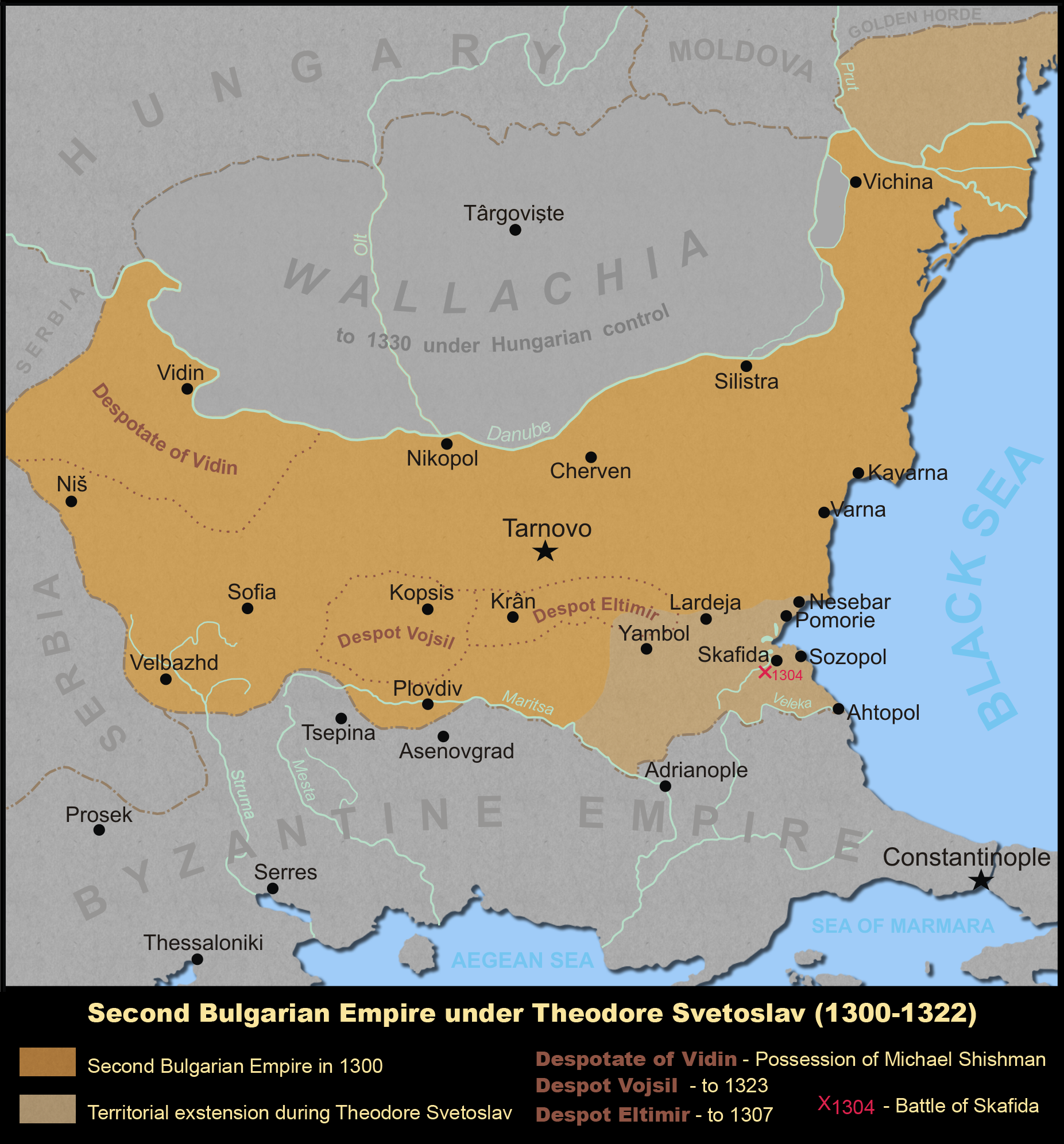
Kran im Reich von Todor Swetoslaw

Kran liegt am Rande des Tals der thrakischen Könige. In der Nähe befindet sich die ehemalige thrakische Hauptstadt Seuthopolis.
Die Geschichte des heutigen Kran ist eng mit der gleichnamigen mittelalterlichen Stadt und Festung verbunden, dessen Reste über dem heutigen Dorf zu sehen sind. Die Festung war im Zweiten Bulgarenreich von Bedeutung. Sie schütze die Straße von Thrakien, die über die Pässe des Balkangebirges zur bulgarischen Hauptstadt Tarnowo führte. Im 12. Jahrhundert wurde der Ort Teil des autonomen Fürstentums Despotat Kran und Familienbesitz des Zaren Mizo Assen. Im 12. Jahrhundert wurde Kran im Zuge des bulgarischen Bürgerkrieges von Konstantin Tich Assen eingenommen, der Zar wurde und das Despotats seinem Schwiegersohn, dem späteren Zar Smilez (1292–1298) übergab.
Ende des 13. Jahrhunderts, Anfang des 14. Jahrhunderts wurden die Besitztümer von Smilez durch sein Nachfolger Todor Swetoslaw erobert. Die Familie von Smilez, seine Brüder (Radoslaw und Wojsil), seine Frau und sein Sohn Iwan Smilez flüchteten daraufhin nach Byzanz. Als Despot von Kran wurde nun der Onkel von Todor Swetoslaw, Eltimir eingesetzt.
1302 unterstützte der byzantinische Kaiser Andronikos II. militärisch und finanziell den Sebastokrator Radoslaw, Bruder von Smilez, um seinen Anspruch auf das Despotat geltend zu machen. Radoslaw wurde jedoch von Eltimir geschlagen, gefangen genommen und im Auftrag des Zaren geblendet. 1305 versuchte Eltimir eine Autonomie zu erlangen, wurde jedoch von Todor Swetoslaw geschlagen. Die Gebiete des Despotats wurden direkt dem bulgarischen Zaren unterstellt.
Wahrscheinlich fiel Kran 1387 noch vor der Eroberung Tarnowos 1393 in den Händen der osmanischen Türken. Nach dem Fall Krans wurde die Stadt samt Festung zerstört. In der Folge siedelten sich einigen türkischen Familien (wahrscheinlich Derwendschi) im Tal unterhalb der ehemaligen Siedlung an, welche den nahe gelegenen Pass bewachten.
Nach der Befreiung Bulgariens gehörte Kran noch bis 1885 zur autonomen osmanischen Provinz Ostrumelien. Erst im Zuge der Vereinigung Bulgariens wurde Kran Teil des bulgarischen Fürstentums.
Bis 21. Dezember 1906 trug der Ort den Namen Hasat. Er ist seit 2013 Namensgeber für die Kran-Halbinsel von Liège Island in der Antarktis.

## Persönlichkeiten
Im Ort wurde der kommunistische Politiker Zwjatko Radoinow (1895–1942) geboren.

## Diverses
In Kran befindet sich die einzige bulgarische Fabrik zur Bearbeitung von Diamanten.

## Bevölkerungsentwicklung
Auch in Kran verlassen, mit einigen Unterbrechungen, weiterhin Einwohner die Stadt und die Einwohnerzahl sinkt. Jedoch geschieht das langsamer als in Kasanlak.
| Datum      | Einwohnerzahl |
| ---------- | ------------- |
| 31.12.1934 | 1342          |
| 31.12.1946 | 1214          |
| 01.12.1956 | 1237          |
| 01.12.1965 | 1500          |
| 02.12.1975 | 3533          |
| 04.12.1985 | 3782          |